# Saint-Germain-en-Montagne
Ne doit pas être confondu avec Saint-Germain-la-Montagne.
Pour les articles homonymes, voir Saint-Germain.

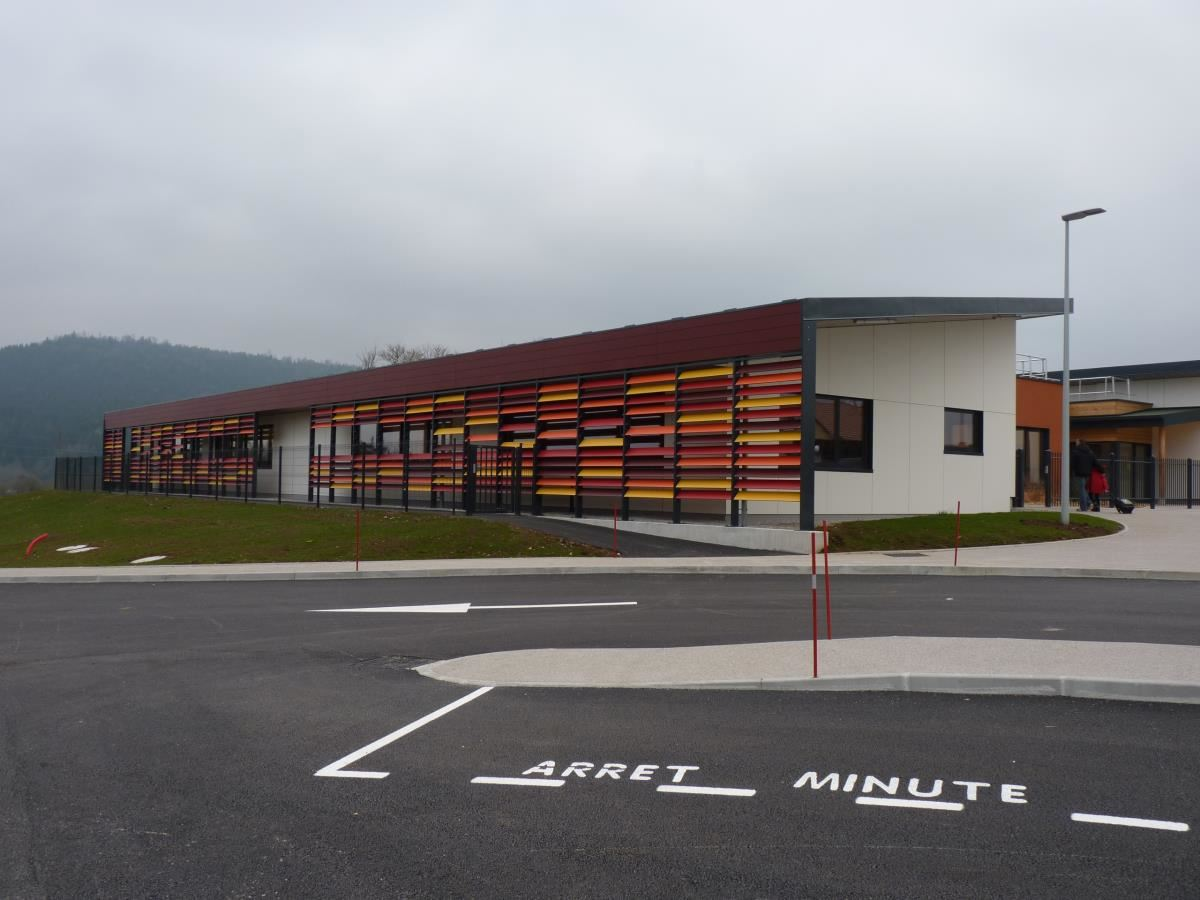
La nouvelle école inaugurée en février 2016

Saint-Germain-en-Montagne est une commune française située dans le département du Jura, dans la région culturelle et historique de Franche-Comté et la région administrative Bourgogne-Franche-Comté.
Elle fait partie de la Communauté de communes Champagnole Porte du Haut-Jura.

## Géographie
Saint-Germain-en-Montagne est à 5 km de Champagnole, 24 km de Poligny, 24 km d'Arbois et 39 km de Lons-le-Saunier, à une altitude de 588 m à 850 m.	
Le territoire est limité au nord par Le Moutoux, au sud par Vannoz et Équevillon, à l'est par Les Nans, et à l'ouest par Le Pasquier et Vannoz. 
Il est traversé par le chemin de grande communication N°21, de Poligny à Nozeroy.

### Climat
Pour des articles plus généraux, voir Climat de la Bourgogne-Franche-Comté et Climat du département du Jura.
En 2010, le climat de la commune est de type climat de montagne, selon une étude du Centre national de la recherche scientifique s'appuyant sur une série de données couvrant la période 1971-2000. En 2020, Météo-France publie une typologie des climats de la France métropolitaine dans laquelle la commune est dans une zone de transition entre le climat semi-continental et le climat de montagne et est dans la région climatique  Jura, caractérisée par une forte pluviométrie en toutes saisons (1 000 à 1 500 mm/an), des hivers rigoureux et un ensoleillement médiocre. 
Pour la période 1971-2000, la température annuelle moyenne est de 8,5 °C, avec une amplitude thermique annuelle de 16,5 °C. Le cumul annuel moyen de précipitations est de 1 642 mm, avec 13,5 jours de précipitations en janvier et 10,5 jours en juillet. Pour la période 1991-2020, la température moyenne annuelle observée sur la station météorologique de Météo-France la plus proche, « Champagnole », sur la commune de Champagnole à 4 km à vol d'oiseau, est de 9,4 °C et le cumul annuel moyen de précipitations est de 1 573,2 mm. 
La température maximale relevée sur cette station est de 37,5 °C, atteinte le 24 juillet 2019 ; la température minimale est de −23,5 °C, atteinte le 24 décembre 2001,,. 
Les paramètres climatiques de la commune ont été estimés pour le milieu du siècle (2041-2070) selon différents scénarios d'émission de gaz à effet de serre à partir des nouvelles projections climatiques de référence DRIAS-2020. Ils sont consultables sur un site dédié publié par Météo-France en novembre 2022.

## Urbanisme

### Typologie
Au 1er janvier 2024, Saint-Germain-en-Montagne est catégorisée commune rurale à habitat dispersé, selon la nouvelle grille communale de densité à sept niveaux définie par l'Insee en 2022.
Elle est située hors unité urbaine. Par ailleurs la commune fait partie de l'aire d'attraction de Champagnole, dont elle est une commune de la couronne,. Cette aire, qui regroupe 43 communes, est catégorisée dans les aires de moins de 50 000 habitants,.

### Occupation des sols
L'occupation des sols de la commune, telle qu'elle ressort de la base de données européenne d’occupation biophysique des sols Corine Land Cover (CLC), est marquée par l'importance des territoires agricoles (51,3 % en 2018), une proportion sensiblement équivalente à celle de 1990 (51 %). La répartition détaillée en 2018 est la suivante : 
forêts (43,8 %), prairies (25,9 %), terres arables (22,9 %), zones urbanisées (4,9 %), zones agricoles hétérogènes (2,5 %). L'évolution de l’occupation des sols de la commune et de ses infrastructures peut être observée sur les différentes représentations cartographiques du territoire : la carte de Cassini (XVIIIe siècle), la carte d'état-major (1820-1866) et les cartes ou photos aériennes de l'IGN pour la période actuelle (1950 à aujourd'hui).

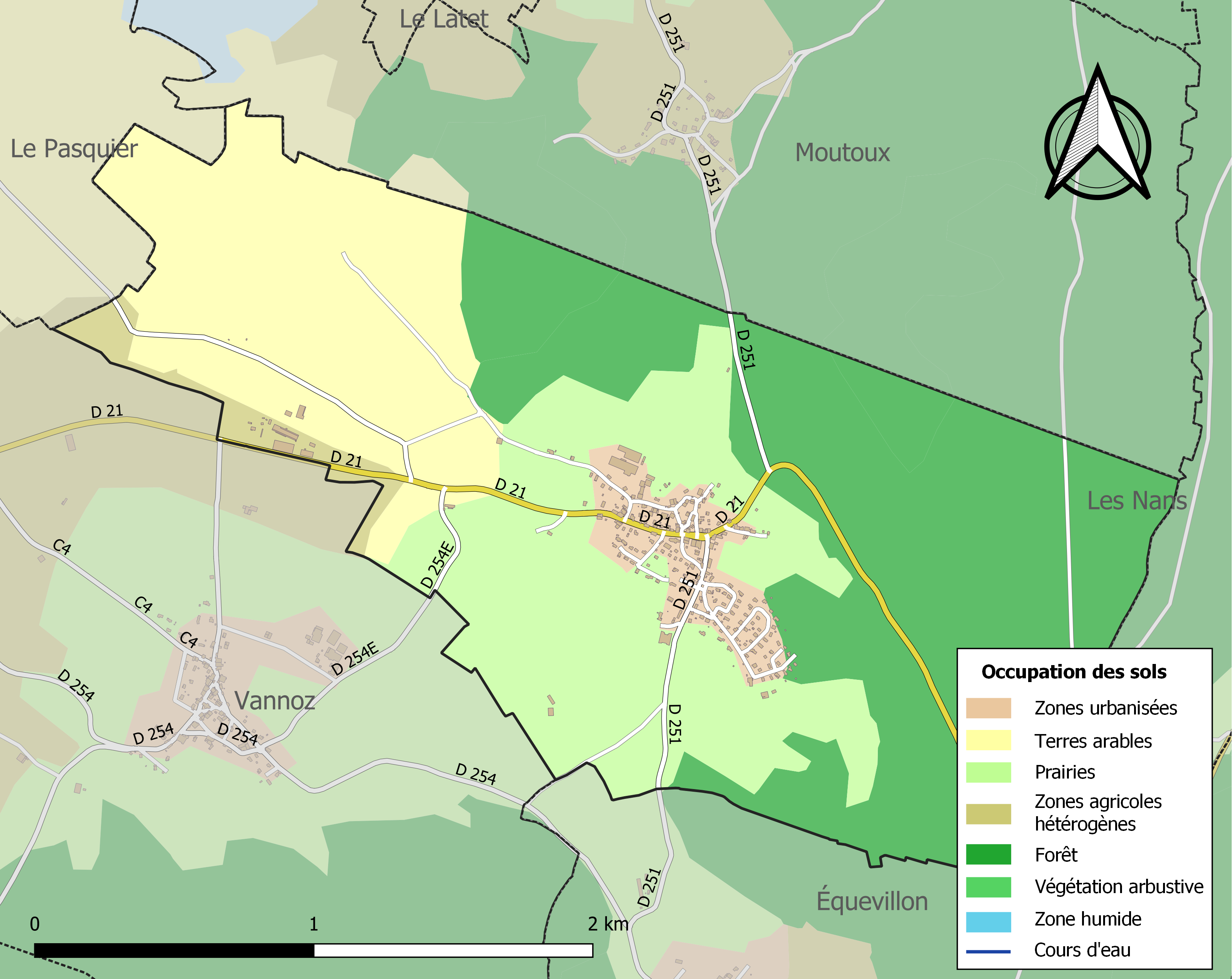
Carte des infrastructures et de l'occupation des sols de la commune en 2018 (CLC).

## Économie

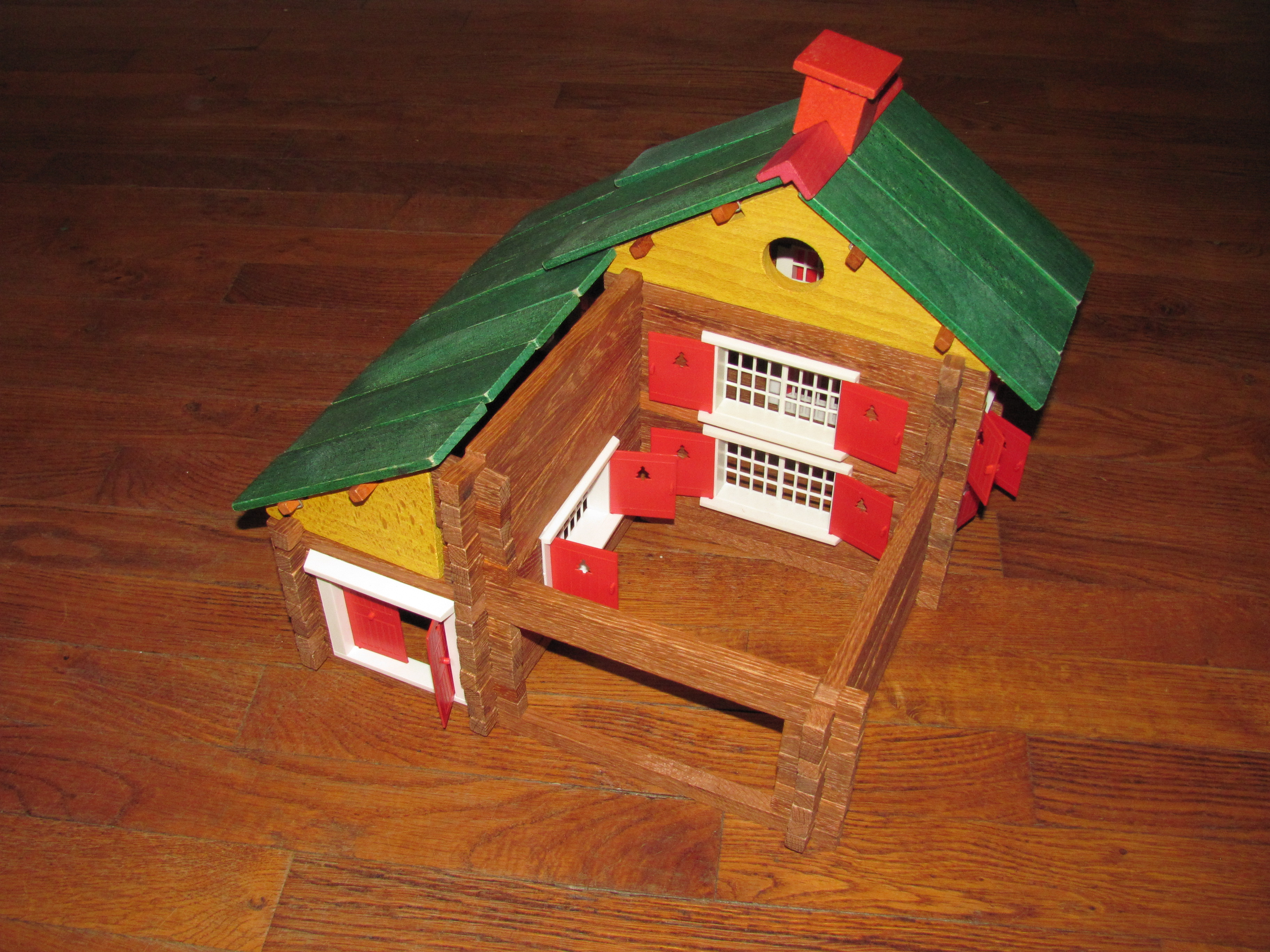
Jeu de construction en bois Jeujura boîte n°8 Chalet suisse

La commune est le siège de l'entreprise JeuJura, un symbole d'une certaine industrie associée aux espaces de moyenne montagne en France. Contrairement à la plasturgie, Jeujura, qui produit des jouets en bois, semble moins sensible à la crise. Le public des jouets en bois est en effet sociologiquement différent de celui du jouet en plastique. Le jouet en bois peut à la fois se prévaloir de la tradition, du label « Fabriqué en France » et d'une certaine image environnementale à laquelle le consommateur est de plus en plus sensible.

## Histoire
Saint-Germain est bâti à l'emplacement d'une cité romaine Placentia, laquelle avait succédé elle-même à une bourgade celtique, bâtie au pied de l'oppidum qui couronnait le sommet du Mont Rivel. Elle porta le nom de Sanctus-Germanus.
Saint-Germain forma une seigneurie particulière, démembrée de celle de Montrivel, et relevant cependant directement de celle de Salins. Gaucher II de Commercy (fils de Gaucher Ier et petit-fils de Simon II de Commercy x Nicole dite de Traves ou de Salins, héritière des biens de la Maison de Salins sis en Montagne), sire de Châteauvillain du Jura (Château-Vil(l)ain à Sirod sur la crête faisant la limite avec Bourg-de-Sirod : cf. 5) et de Montrivel (avec Champagnole, au pied du Mont Rivel), en fit hommage à Jean Ier de Chalon sire d'Arlay, et la transmit à Guillemette, sa fille, épouse de Guillaume de Neublans d'Antigny de Sainte-Croix, † 1302, chevalier, sire de Longe-Pierre, frère de Simon de Ste-Croix († 1338, comte de Joigny en 1336-1337). Cette dame la vendit en 1315, à son petit-cousin Jean Ier de Chalon-Arlay (fils du comte Jean de Chalon l'Antique et de Laure de Commercy, petite-fille de Gaucher Ier de Commercy et nièce de Gaucher II, donc cousine germaine de Guillemette). Jean II de Chalon-Arlay, furieux des atteintes que portait chaque jour Eudes IV, duc et comte de Bourgogne, aux privilèges féodaux de la province, et sur le point de lui déclarer la guerre, fit hommage de la seigneurie de Saint-Germain et de Montrivel, à Humbert II, dauphin du Viennois. Il s'exposait par là à la confiscation de ses fiefs, mais il se croyait assez puissant pour pouvoir lutter avec son suzerain. Depuis l'acquisition de 1315, cette terre ne cessa d’être un membre de la baronnie de Montrivel et n'eut point d'autres seigneurs que ceux de ce dernier lieu.
Guillaume de Sainte-Croix et Marguerite de Commercy, accordèrent une charte de franchises à leurs sujets de Saint-Germain, par un acte daté de l'an 1294 leur permettant d'instituer deux prud'hommes pour l'administration de leur communauté, les affranchissant de la mainmorte, de toutes exactions et tailles arbitraires, et leur accordèrent des droits d'usage importants dans la forêt de la Fresse, leur permettant de couper tous bois vifs et morts, pour leur chauffage et la construction de leurs maisons, et d'y mener parcourir leur bétail.
La prévôté de ce village était inféodée à une famille noble très distinguée dans la province. On voit en 1155, Savaric de Saint-Germain figurer, parmi les témoins d'une donation faite à l'église de Saint-Paul de Besançon, par Gaucher de Salins, et en 1133, dans une autre donation faite par le même prince aux chanoines de Montbenoît. Il paraît que ce Savaric était un des chevaliers attachés à la cour brillante des sires de Salins. Conrad de Saint-Germain, probablement fils du précédent, prévôt de l'église de Spire, accompagnait ordinairement Otton, comte de Bourgogne, et figura comme premier témoin dans une donation faite par ce souverain, en 1199, à l'abbaye de Balerne. Jean de Saint-Germain, chevalier, possédait une partie du fief de Rabeur en 1327.
Au cours de la Révolution française, la commune porta provisoirement le nom de Plaisance.

## Héraldique
| Blason de Saint-Germain-en-Montagne | Blason  | Parti: au 1er de sinople à saint Germain évêque de carnation, habillé d'argent paré d'or, au 2e d'argent au sapin au naturel; le tout sommé d'un chef d'or chargé de l'inscription de sable « St GERMAIN-en-MONTAGNE » posée en arc de cercle. |
| Blason de Saint-Germain-en-Montagne | Détails | Le statut officiel du blason reste à déterminer. |

## Politique et administration

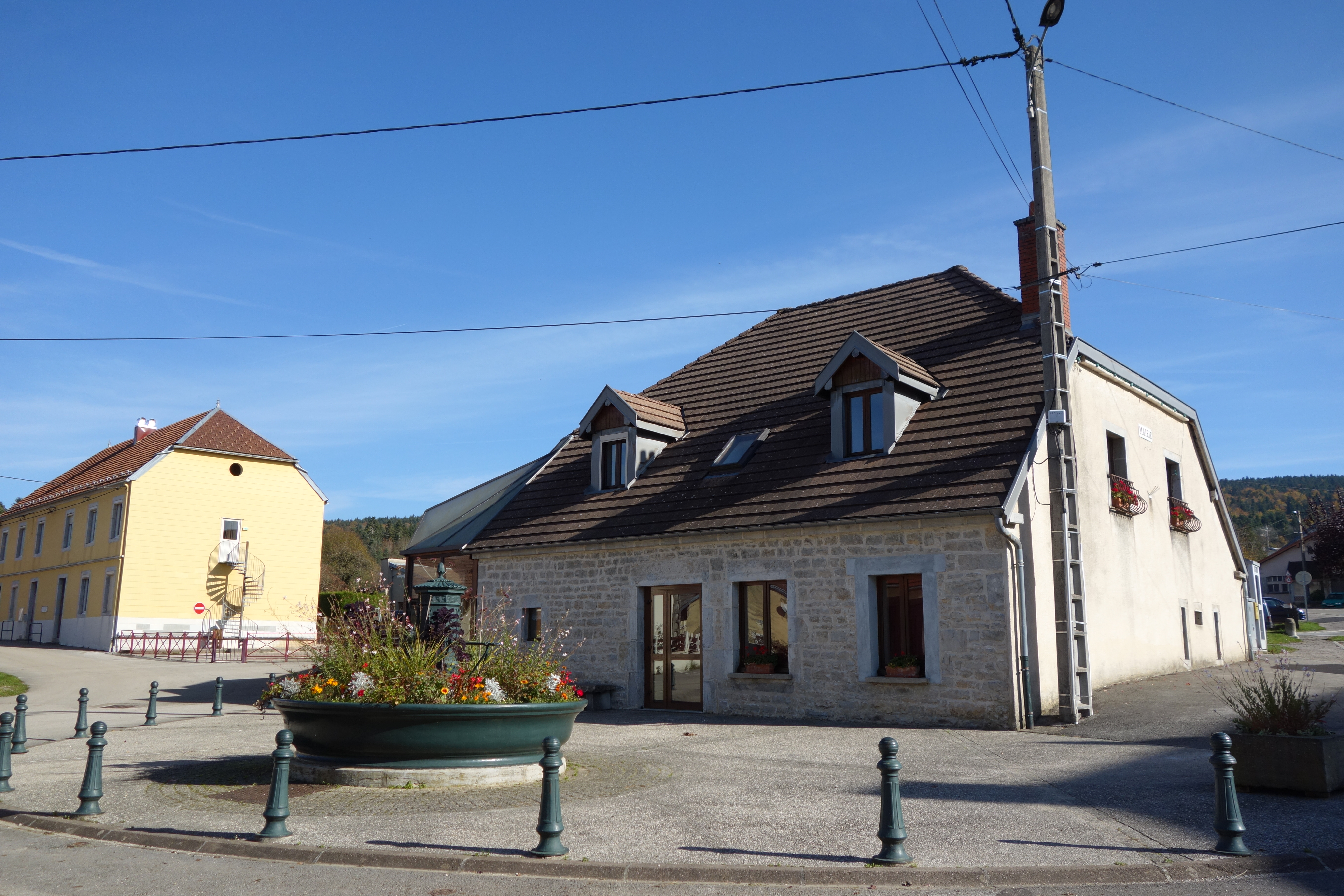
La place centrale de Saint-Germain-en-Montagne

| Période | Période  | Identité                   | Étiquette | Qualité |
| ------- | -------- | -------------------------- | --------- | ------- |
|         |          | Claude Marie Lambert       |           |         |
|         |          | Joseph Appolinaire Lambert |           |         |
|         |          | Lupicin Pernot             |           |         |
|         |          | Constant Bugnet            |           |         |
|         |          | Léon Langue                |           |         |
|         |          | Miche Kieffer              |           |         |
|         |          | Elie Pidoux                |           |         |
|         |          | Léon Langue                |           |         |
| 1919    | 1959     | Joseph Chevalet            |           |         |
| 1959    |          | Ulysse Pidoux              |           |         |
|         |          | Charles Capelli            |           |         |
| 1989    | 1995     | Claude Bougnon             |           |         |
| 1995    | 2014     | Yves Salvi                 |           |         |
| 2014    | 2020     | Jean-Pierre Pidoux         |           |         |
| 2020    | En cours | Lino Pesenti               |           |         |

## Démographie
L'évolution du nombre d'habitants est connue à travers les recensements de la population effectués dans la commune depuis 1793. Pour les communes de moins de 10 000 habitants, une enquête de recensement portant sur toute la population est réalisée tous les cinq ans, les populations de référence des années intermédiaires étant quant à elles estimées par interpolation ou extrapolation. Pour la commune, le premier recensement exhaustif entrant dans le cadre du nouveau dispositif a été réalisé en 2007.

En 2022, la commune comptait 388 habitants, en évolution de −8,27 % par rapport à 2016 (Jura : −0,81 %, France hors Mayotte : +2,11 %).
| 1793 | 1800 | 1806 | 1821 | 1831 | 1836 | 1841 | 1846 | 1851 |
| ---- | ---- | ---- | ---- | ---- | ---- | ---- | ---- | ---- |
| 307  | 291  | 345  | 377  | 372  | 413  | 423  | 436  | 439  |

| 1856 | 1861 | 1866 | 1872 | 1876 | 1881 | 1886 | 1891 | 1896 |
| ---- | ---- | ---- | ---- | ---- | ---- | ---- | ---- | ---- |
| 407  | 362  | 374  | 325  | 339  | 292  | 270  | 226  | 203  |

| 1901 | 1906 | 1911 | 1921 | 1926 | 1931 | 1936 | 1946 | 1954 |
| ---- | ---- | ---- | ---- | ---- | ---- | ---- | ---- | ---- |
| 194  | 189  | 161  | 144  | 146  | 145  | 151  | 147  | 173  |

| 1962 | 1968 | 1975 | 1982 | 1990 | 1999 | 2006 | 2007 | 2012 |
| ---- | ---- | ---- | ---- | ---- | ---- | ---- | ---- | ---- |
| 193  | 226  | 302  | 366  | 361  | 389  | 400  | 401  | 442  |

| 2017 | 2022 | - | - | - | - | - | - | - |
| ---- | ---- | - | - | - | - | - | - | - |
| 407  | 388  | - | - | - | - | - | - | - |

## Lieux et monuments
La Pierre-Lite est un menhir.

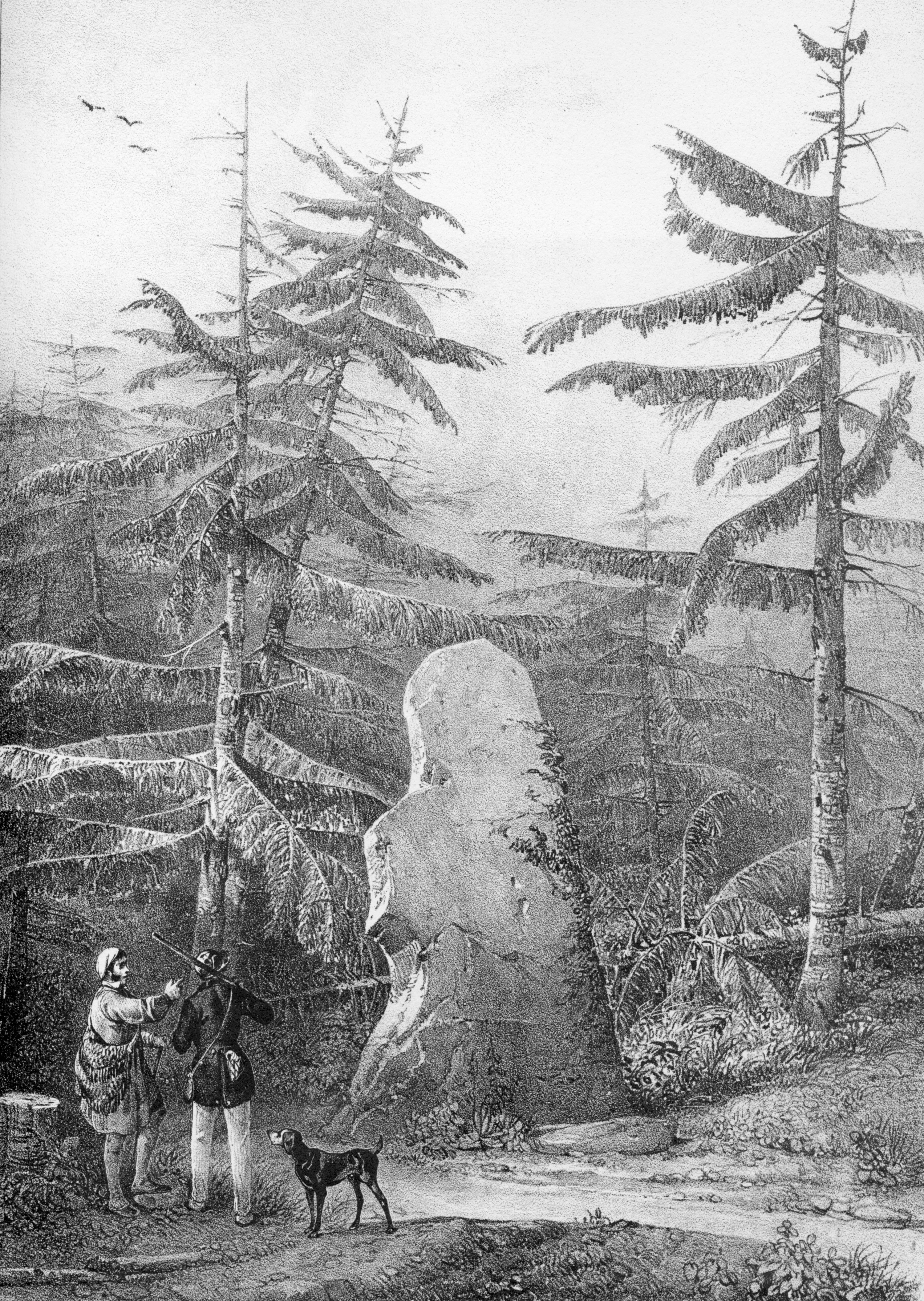
Pierre-Lite

Les débris épars de la ville gallo-romaine qui s'appelait Placentia, si l'on en croit une vieille tradition, couvrent un terrain d'une grande étendue. On a trouvé sur son emplacement une Minerve en bronze, un vase d'airain, des sépultures, des médailles qui commencent au type de la colonie de Nîmes, et se terminent à Trajan-Dèce, des fondations d'édifices, une multitude de tuileaux à rebords, de la poterie, une tête de statuette de femme, des pierres de composition, des voûtes d'une habitation enfouie, un autel en granit feldspathique des montagnes de l'Auvergne, et une meule des terrains volcaniques du même pays, appelée pierre de Valvic, la moitié d'une flûte tibicinienne en ivoire, de grandes épingles aussi en ivoire, destinées à la coiffure des cheveux, un instrument de chirurgie, qui servait à la pratique des saignées, des débris d'armilles, un fragment de globe, en verre doré, des tests de vases en verre sur l'un desquels on lisait : Campaniodius, un reste d’urne en bois avec reliefs, une anse en bronze, parfaitement ciselée, et une foule de menus objets antiques. Les points qui restituent le plus de débris, se trouvent dans la plaine de Sérilly, entre le village actuel et le pont de Grateroche et aux Hermettes. Ce territoire était du reste traversé par une voie romaine, qui descendait de Pontarlier à Champagnole. La ville de Placentia, comme la plupart des villes romaines, se divisait en deux parties : la ville haute occupait le sommet du Mont Rivel, et la ville basse s'étendait dans la plaine au pied de cette montagne. On perd les traces de son existence depuis sa ruine jusqu'au commencement du XIIe siècle.
Le prieuré de Saint-Germain, dit dans les Bois, s'élevait entre la montagne de la Fresse et Vannoz. Il remontait probablement au Ve siècle, et dut être établi dans le but de dissiper les pratiques idolâtriques qui se perpétuaient autour de la Pierre -Lite. Il était occupé par des religieux de l'ordre de Saint-Benoît et fut uni, au XIVe siècle, à l'office de prévôt de l'église collégiale de Neufchâtel en Suisse.

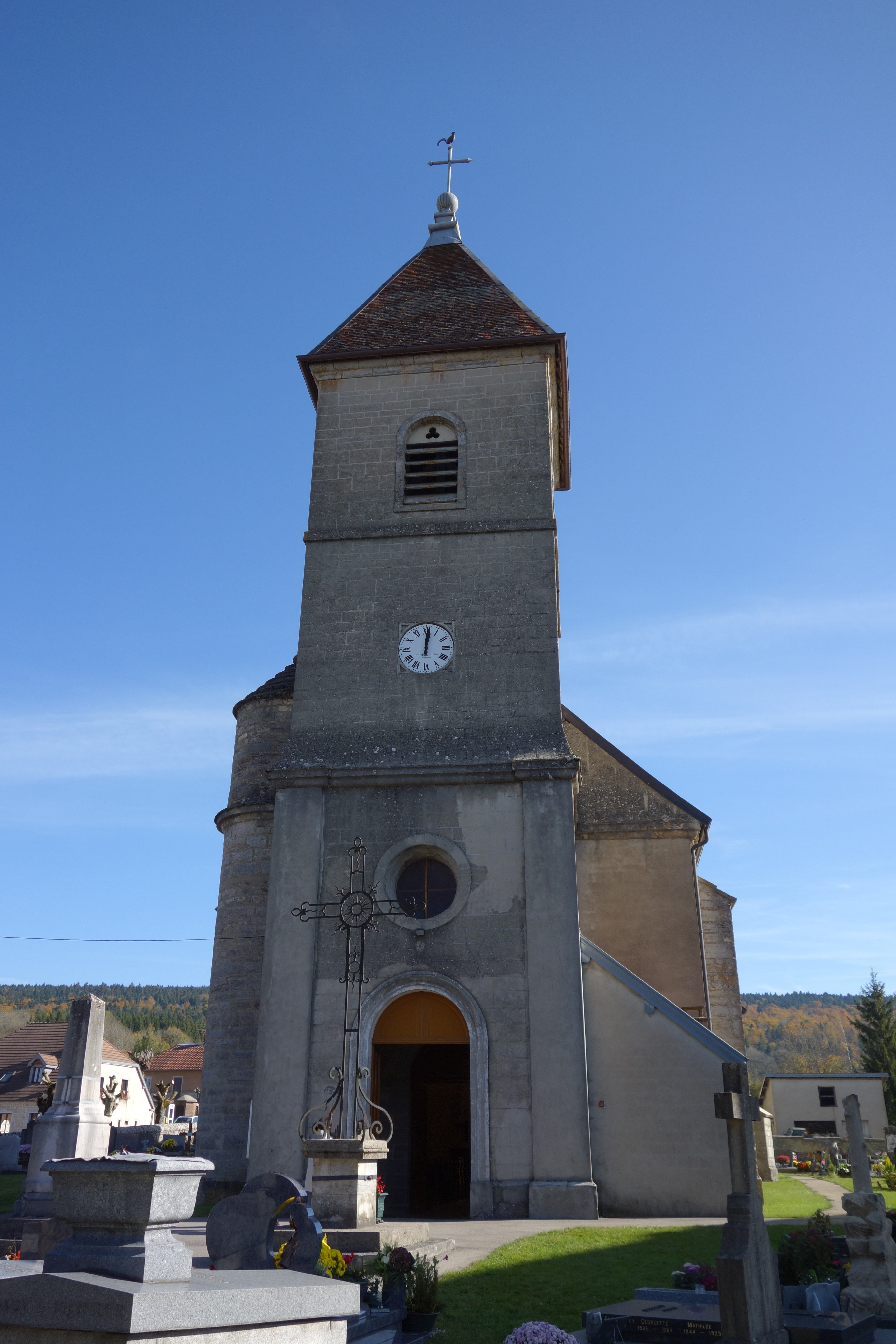
Façade de l'église saint Germain

Le premier titre qui mentionne l’église est la charte par laquelle Ansenic, archevêque de Besançon, donna en 1132, à la cathédrale Saint-Jean, certaines redevances qui lui étaient dues par cette église et celle de Mièges. Le patronage en appartenait au prieur. L'édifice tel qu’il existait au milieu du XIXe siècle, reconstruit en 1770, porte le nom de saint Germain, dont on célèbre la fête  le 24 juillet. Il est orienté et se compose d'un clocher, d'une nef, de deux chapelles, d'un chœur, d'un sanctuaire et d'une sacristie. Le clocher, reconstruit en 1790, est couronné par une flèche quadrangulaire couverte en tuiles ; la nef et les chapelles sont voûtées à plein-cintre; les voûtes sont décorées d'arêtes se coupant diagonalement, et d'arcs-doubleaux reposant sur des consoles ; le chœur est plus bas et plus étroit que la nef, et voûté en ogive peu prononcée. Cette église possède des reliques de Saint Germain et un fragment de la vraie Croix. La chapelle dédiée à sainte Philomène  est l'objet d'un pèlerinage. On assure que neuf personnes étant mortes dans une seule semaine à  la suite d'une fièvre maligne, les habitants se mirent sous la protection de cette sainte, et que l'épidémie cessa immédiatement. On remarque dans l'intérieur du monument un bel ostensoir en vermeil, trois beaux lustres et plusieurs tableaux, qui ne sont pas dépourvus de mérite. Le 3 octobre 1772, la princesse de Neufchâtel envoya à M. le curé Denisot, un ornement complet de toutes couleurs, avec dalmatiques, à condition que cet ecclésiastique s'en serve la nuit de Noël et qu'il prie pour elle quand il en ferait usage.

## Personnalités liées à la commune
Ce village a donné naissance à :
- Simon Marescot (1761-1837), le bienfaiteur de la paroisse. Il a fondé le bureau de bienfaisance, a racheté l'ancien presbytère, pour le donner à la commune[Information douteuse][18], a fait des legs considérables
- Joseph Chevalet qui fut maire de 1919 à 1959 date de son décès. Pendant la dernière guerre il a fourni de nombreux faux papiers à des inconnus afin qu’ils puissent passer la ligne de démarcation. Il fut décoré de la Légion d’Honneur en 1950.

## Sources